# مارك فاليينتي
مارك فاليينتي (بالإسبانية: Marc Valiente) (29 مارس 1987 جرانوليريس إسبانيا - ) هو لاعب كرة قدم إسباني، يلعب كمدافع.

## روابط خارجية
- مارك فاليينتي على موقع الاتحاد الدولي (مؤرشف)  (الإنجليزية)
- مارك فاليينتي على موقع قاعدة بيانات كرة القدم.إي يو (الإنجليزية)
- مارك فاليينتي على موقع Soccerbase.com (لاعب) (الإنجليزية)
- مارك فاليينتي على موقع Soccerway.com (الإنجليزية)
- مارك فاليينتي على موقع عالم كرة القدم.نت (الإنجليزية)
- مارك فاليينتي على موقع AS.com (الإسبانية)